# Golf von Oman
Der Golf von Oman (arabisch خليج عُمان Chalīdsch Omān, DMG Ḫalīǧ ʿUmān; im Persischen häufig auch دریای ایران Daryā-e Īrān, ‚Iranisches Meer‘, oder دریای فارس Daryā-e Fārs, ‚Persisches Meer‘) ist der nordwestliche Arm des Arabischen Meeres, der über die Straße von Hormus mit dem Persischen Golf verbunden ist.

## Abgrenzung
- Karte mit allen Koordinaten:
- OSM |
- WikiMap

Die International Hydrographic Organization (IHO) nennt als Grenzen des Golfs von Oman:
- Im Nordwesten (gegen den Persischen Golf): eine Linie zwischen Ras Limah (25° 56′ 44″ N, 56° 27′ 21″ O) im Osten der Musandam-Halbinsel und Ras al-Kuh (25° 47′ 52″ N, 57° 17′ 52″ O) an der Küste Irans
- Im Südosten (gegen das Arabische Meer): eine Linie zwischen Ras al-Hadd (22° 31′ 57″ N, 59° 47′ 59″ O) und Jiwani (25° 2′ 13″ N, 61° 44′ 24″ O) an der südwestlichen Küste von Pakistan

Die dem Kap Ras Limah vorgelagerte kleine Insel Dschazīrat Lima fällt nach dieser Abgrenzung knapp in den Golf von Oman. Weitere Inseln im Golf von Oman sind Sawadi-Inseln, Ad-Dimaniyat-Inseln und Al Fahal, alle zu Oman.
Nach der CIA-Abgrenzung beginnt die Straße von Hormus, die nach IHO zum Persischen Golf gehört, auf omanischer (westlicher) Seite 40 Kilometer weiter südlich im Vergleich, nämlich statt bei Ras Limah bei Ras Diba (25° 35′ 47″ N, 56° 21′ 15″ O).
John Gordon Lorimer (1908) machte die Abgrenzung zwischen Golf von Oman und Persischem Golf an der Insel Dschazīrat Musandam fest. Die Nordostspitze der Insel ist Ra’s Musandam (26° 23′ 11″ N, 56° 31′ 41″ O), oder 49 km nördlich von Ras Limah.

## Geographie
Die Meeresbucht ist ungefähr 450 km lang und weist eine Breite von 330 km auf. Die maximale Wassertiefe liegt bei 3694 m unter dem Meeresspiegel. Die Koordinaten, die nach IHO die Grenzlinie zum Arabischen Meer definieren, sind 340,64 km voneinander entfernt. Als Zugangsweg zum Persischen Golf besitzt der Golf von Oman eine hohe strategische Bedeutung, da in den Golfstaaten wichtige Erdölfördergebiete für die Weltwirtschaft liegen. An den Golf von Oman grenzen im Norden mit Belutschistan Iran und Pakistan, im Westen die Vereinigten Arabischen Emirate und im Süden Oman. Südlich des Kaps Ras al-Hadd an der Ostküste des Oman und östlich des Kaps Ràs Jiyùnigeht an der Südküste Pakistans geht er in das Arabische Meer über.
Wichtige Häfen an der Küste des Golfs von Oman sind Maskat in Oman und Tschahbahar in Iran. Gwadar in Pakistan liegt nach dieser Abgrenzung bereits außerhalb östlich des Golfs von Oman am Arabischen Meer. 